# 우드랜즈 웰링턴 FC
우드랜즈 웰링턴 FC(Woodlands Wellington Football Club)는 싱가포르 우드랜즈에 연고를 둔 프로 축구 클럽으로, 싱가포르 축구의 최상위 리그인 싱가포르 프리미어리그(S.리그)에 소속되어 있었다. 구단이  S.리그에 참여한 것은 1996년부터 2014년까지이다. 홈구장은 4,300석 규모의 우드랜즈 스타디움을 사용했었다.
이 클럽의 가장 기념비적인 경기는 2007년 제1회 싱가포르 리그 컵에서 결승전에서 호우강 유나이티드 FC를 4-0으로 꺾고 우승한 경기이다. 또한 1997년 싱가포르 FA 컵 과 2005년과 2008년 싱가포르 컵 에서 준우승을 달성했으며 1998년 대통령의 100 주년 컵 대회에서 우승했다. 바콜로드 결승전에서 홍콩 레인저스 FC를 2-1로 꺾기도 하였다.
이 구단의 마지막 기념비적 경기는 1996년 타이거 맥주 시리즈에서 준우승을 차지한 것이다. 1997년과 2005년에는 3위를 달성했었다.
2014년부터 우드랜즈 웰링턴 FC는 호우강 유나이티드 FC와 합병하고 우드랜드 웰링턴 FC는 아일랜드 와이드 리그에서 뛰고 있으며 현재 개편된 싱가포르 프리미어리그에 다시 합류할 계획에 있다.